# بخش لستل
بخش لستل یکی از بخشهای بزل‌کونتری در کشور سوئیس است.